# Komin Muchy
Komin Muchy – komin na wschodniej ścianie Kościelca w Tatrach Polskich. Ściana ma wysokość około 450 m i opada na piargi nad Czarnym Stawem Gąsienicowym. Wyróżnia się w niej północno-wschodnie żebro. Komin Muchy wcina się w jego najniższą część, a wiodąca nim droga wspinaczkowa wyprowadza na południowo-wschodnie żebro nad Kościelcowym Kotłem.
Komin Muchy ma wysokość około 120 m i prowadzi nim droga wspinaczkowa. Przejście komina to V w skali tatrzańskiej. Pierwsze przejście: J. Kiełpiński, Zbigniew Korosadowicz w 1930 r. W kominie jest kruszyzna.
Komin Muchy jest popularnym obiektem wspinaczki głównie zimą, gdy tworzy się na nim lodospad. Przejście tym lodospadem wyceniono na M3.

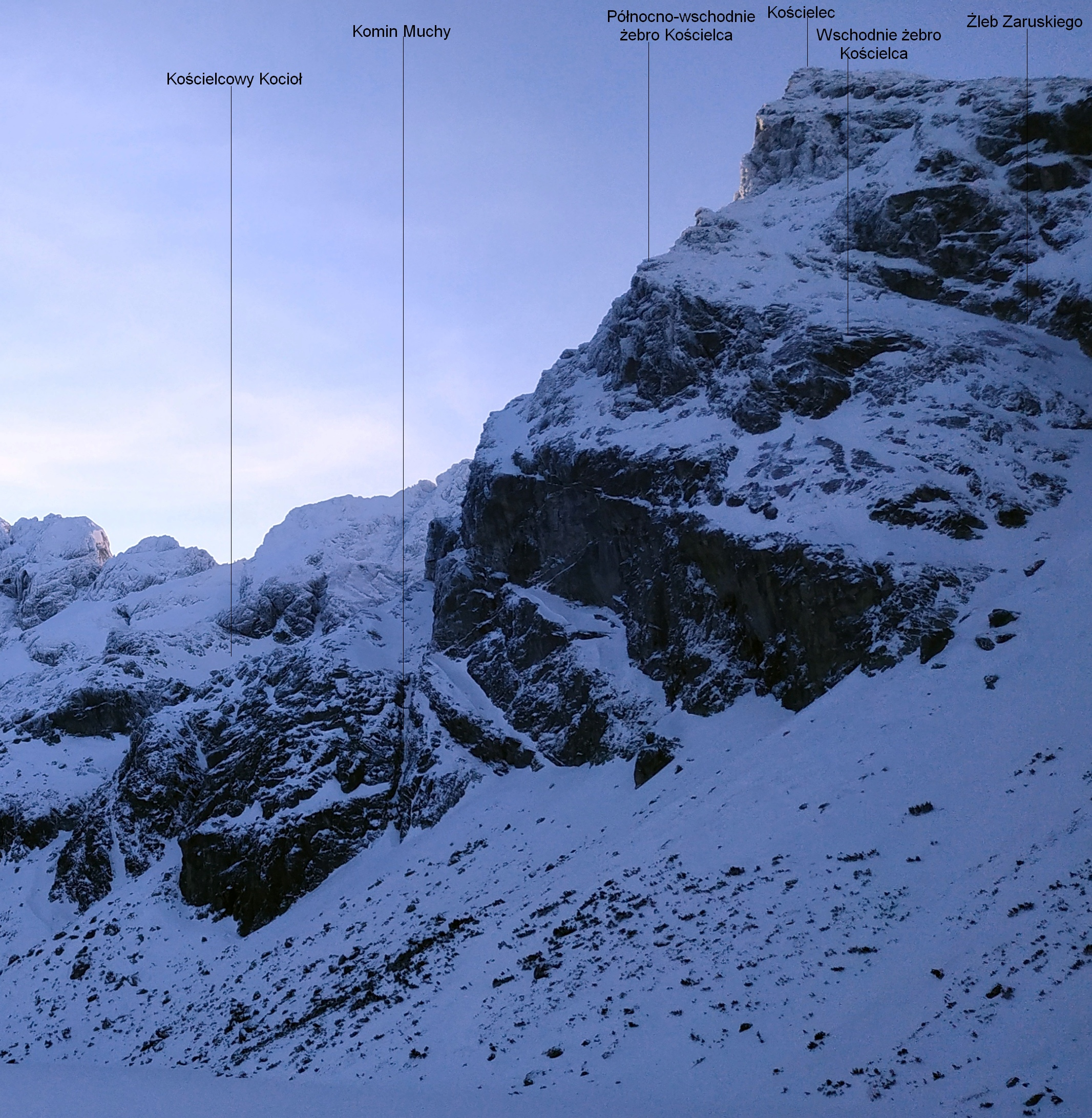
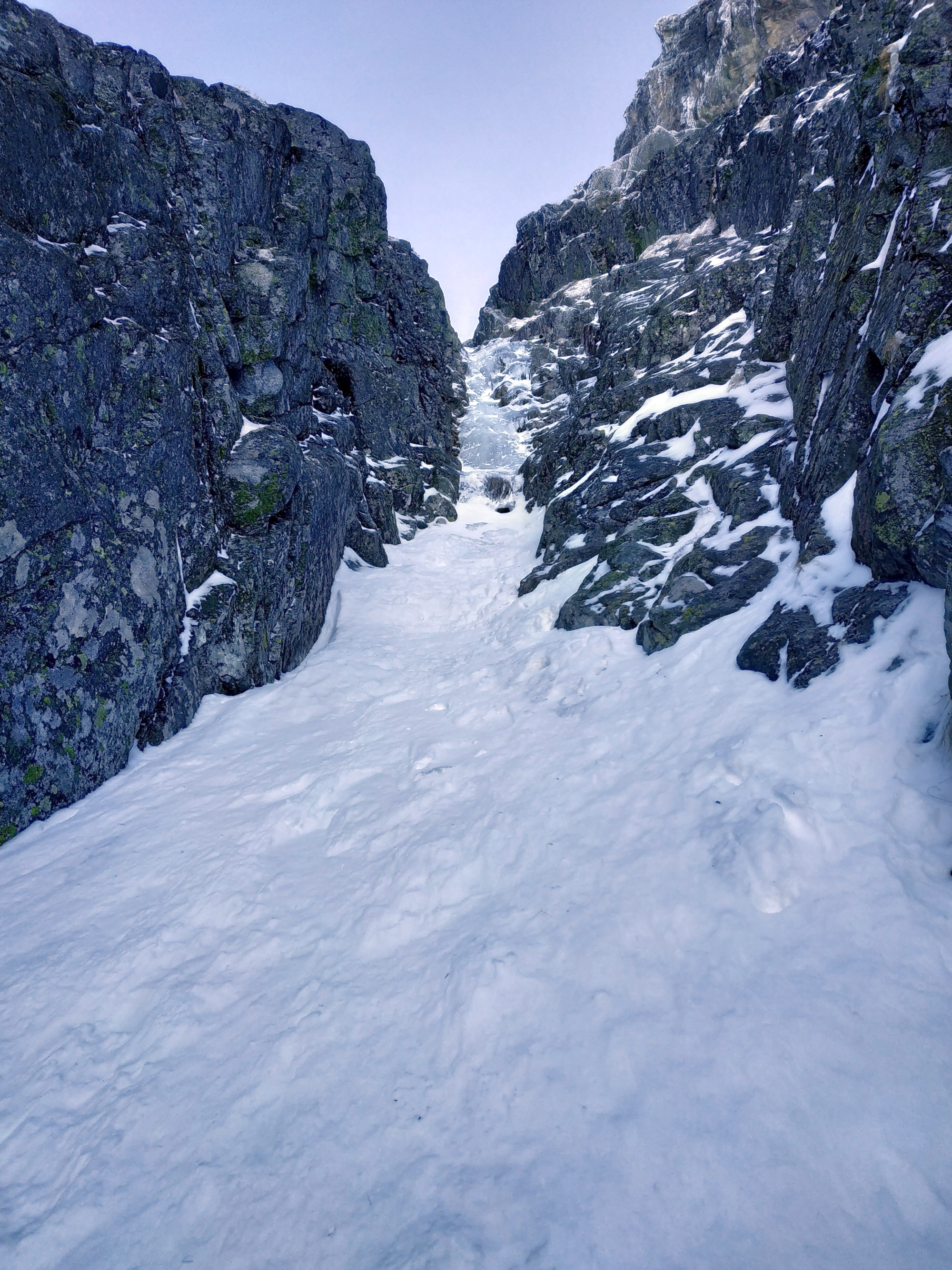
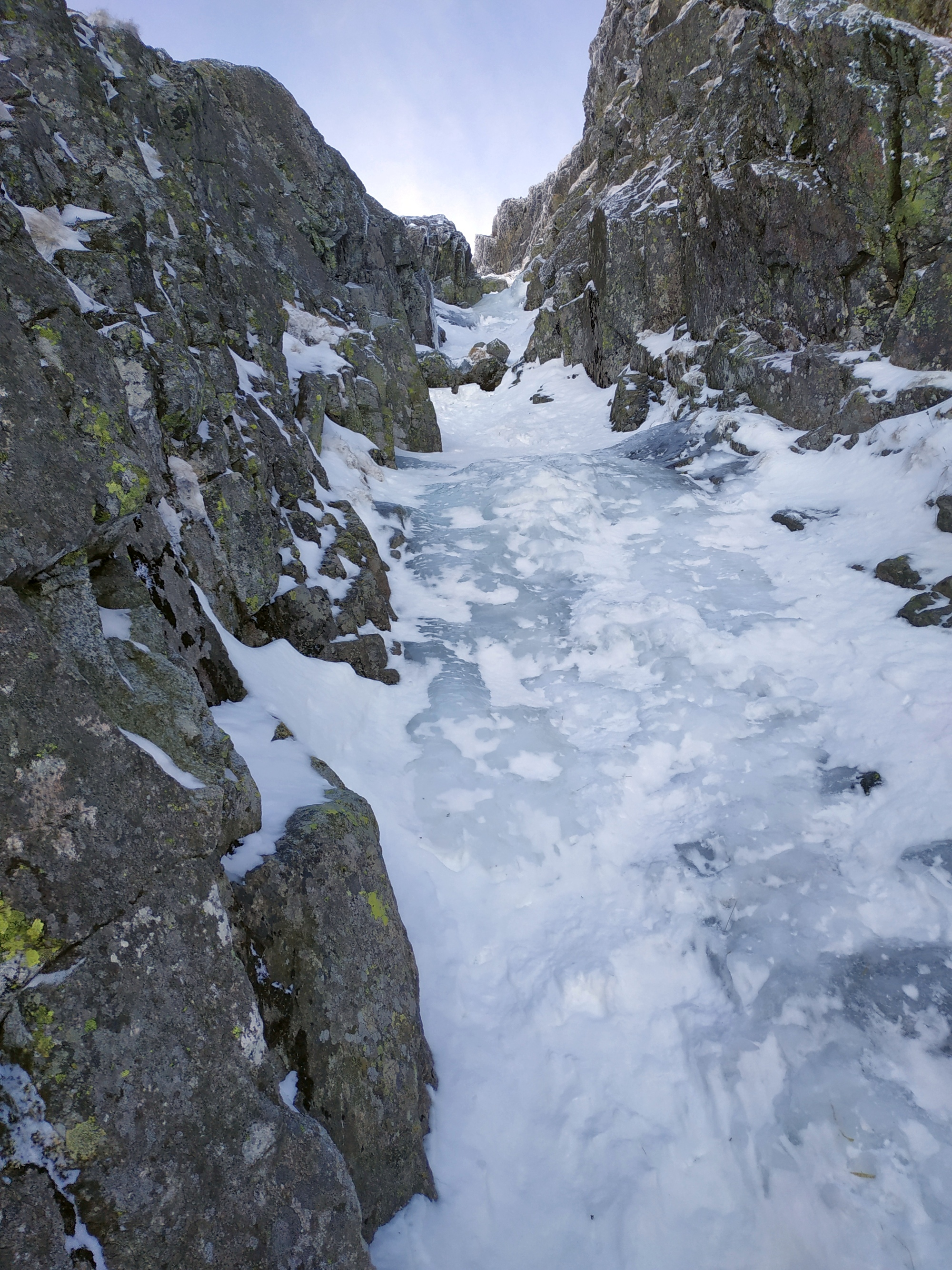
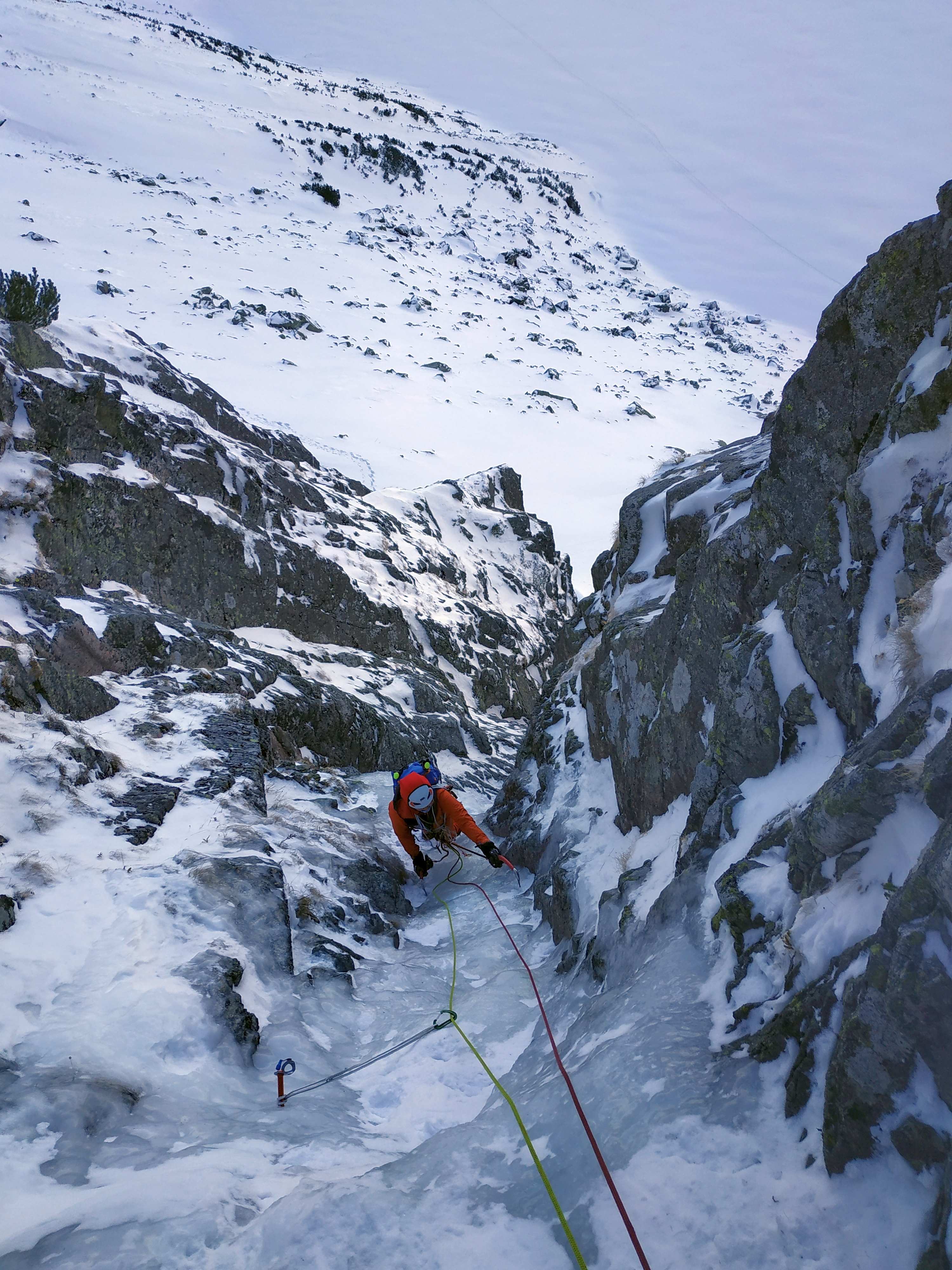